# 和田郵便局 (秋田県)
和田郵便局（わだゆうびんきょく）は秋田県秋田市河辺和田にある郵便局。民営化前の分類では集配特定郵便局であった。

## 概要
住所：〒019-2699 秋田県秋田市河辺和田字上中野415-6

## 沿革
- 1882年（明治15年）6月1日 - 河辺郡和田村字和田125[1]に和田郵便局（五等）として開設[2]。
- 1885年（明治18年）10月1日 - 貯金取扱を開始。
- 1892年（明治25年）2月1日 - 為替取扱を開始[1]。
- 1896年（明治29年）7月1日 - 小包郵便取扱を開始[3]。
- 1911年（明治44年）10月11日 - 電信および電話通話事務を開始[4]。
- 1915年（大正4年）3月1日 - 和田電信取扱所の廃止に伴い、取扱事務を承継する[5]。
- 1916年（大正5年）
  - 4月1日 - 府県税納入振替貯金特別取扱を開始[6]。
  - 10月1日 - 簡易生命保険取扱を開始。
- 1926年（大正15年）10月1日 - 郵便年金の取扱を開始。
- 1927年（昭和2年）10月16日 - 特設電話加入申請受理を開始[7]。
- 1928年（昭和3年）3月31日 - 電話交換業務を開始[8]。
- 1951年（昭和26年）5月 - 局舎を増改築[9]。
- 1955年（昭和30年）3月31日 - 行政区画変更に伴い、住所が河辺郡河辺町和田字和田125となる。
- 1956年（昭和31年）7月 - 局舎を新築[9]。
- 1972年（昭和47年）12月6日 - 電話交換業務を秋田電報電話局に移管[10]。
- 1998年（平成10年）5月11日 - 河辺郡河辺町和田字和田125から、同郡同町和田字上中野415-6に局舎を新築、移転。
- 2005年（平成17年）1月11日  - 行政区画変更に伴い、住所が秋田市河辺和田字上中野415-6となる。
- 2007年（平成19年）
  - 3月5日 - 岩見三内郵便局（〒019-27xx）から集配業務を移管[11]。
  - 10月1日 - 民営化に伴い、併設された郵便事業秋田支店和田集配センターに一部業務を移管。
- 2012年（平成24年）10月1日 - 日本郵便株式会社発足に伴い、郵便事業秋田支店和田集配センターを和田郵便局に統合。

## 取扱内容
- 郵便、印紙、ゆうパック、チルドゆうパック、内容証明、国際郵便
- 貯金、為替、振替、振込、国債、財形定額貯金
- 生命保険、バイク自賠責保険、がん保険
- ゆうちょ銀行ATM
- 秋田市内の一部地域（旧・河辺町内全域：〒019-26xx、019-27xx）の集配業務

## 周辺
- 秋田市河辺市民サービスセンター
- 秋田市立河辺体育館
- マックスバリュ河辺店（イオン東北運営）
- 秋田銀行河辺支店
- 秋田なまはげ農業協同組合河辺支店
- 秋田県道175号和田停車場線
  - 国道13号
  - 秋田県道62号秋田北野田線

## アクセス
- JR奥羽本線 和田駅から徒歩約5分
- 秋田中央交通バス 河辺市民センター前停留所、もしくは和田駅入口停留所下車
- 秋田自動車道 秋田南ICから南東へ約3km、日本海東北自動車道 秋田空港ICから北東へ約4km
- 駐車場あり：6台